# روبرت روان
روبرت روان (بالإنجليزية: Robert Rowan)‏ (14 سبتمبر 1947 بملبورن في أستراليا - ) هو لاعب كريكت أسترالي. لعب مع فريق فكتوريا للكريكت.

## وصلات خارجية
- روبرت روان على موقع إي آس بي آن كريك إنفو (الإنجليزية)